# Blepharicera fasciata
Blepharicera fasciata är en tvåvingeart som först beskrevs av John Obadiah Westwood 1842.  Blepharicera fasciata ingår i släktet Blepharicera och familjen Blephariceridae. Inga underarter finns listade i Catalogue of Life.